# Asgrauwe koraalzwam
De asgrauwe koraalzwam (Clavulina cinerea) is een saprofiete schimmel die tot de familie Clavulinaceae gerekend wordt. Hij komt voor tussen de humus gelegen op bodems in zowel loof- als naaldbossen. 

## Kenmerken
Het vruchtlichaam bestaat uit een korte stam die na een paar centimeter meervoudig vertakt waardoor het vruchtlichaam een koraalachtige vorm heeft. Dit vruchtlichaam wordt tussen de drie en tien centimeter hoog en de dikte van de vertakkingen ligt tussen de vier en acht millimeter. De kleur van de steel varieert van wittig tot grijslila. De kleur van het vlees is wit, heeft een muffe geur en een taaie textuur. De kleur van de vertakkingen varieert van okerkleurig met een lila gloed tot grijslila of violetgrijs. Qua vorm zijn de vertakkingen rond of afgevlakt en de uiteinden zijn getand. Deze uiteinden zijn tussen de een en twee millimeter breed.

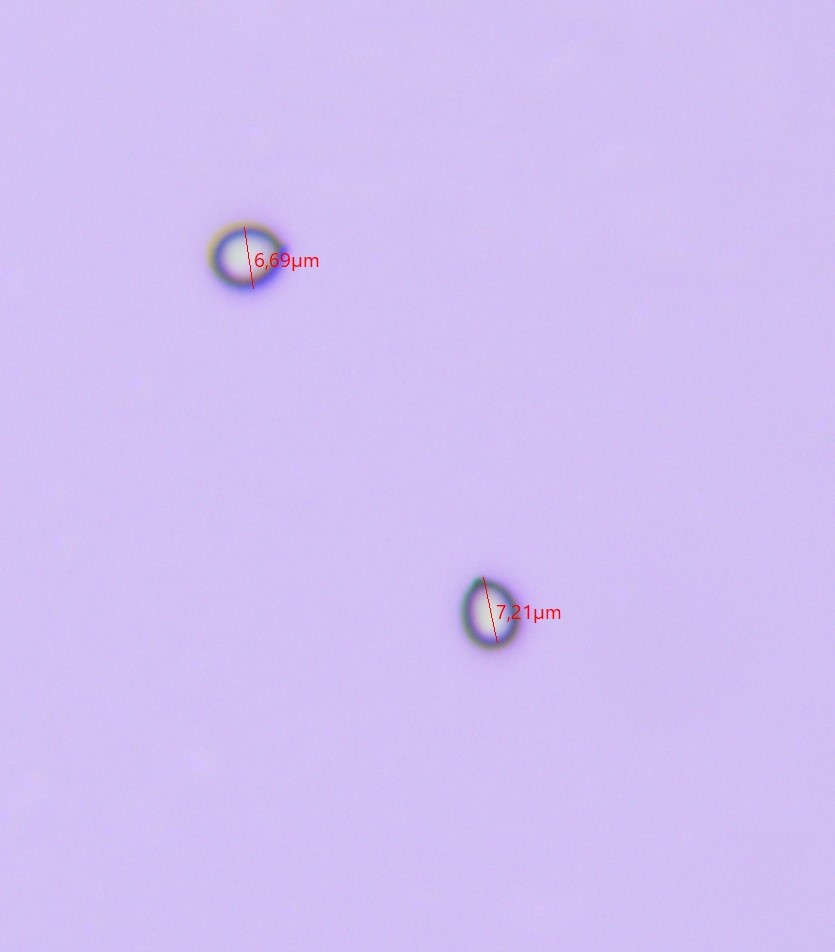
Spore van de Asgrauwe koraalzwam, met afmetingen (in micrometer µm er bij).

De basidiosporen hebben een witte kleur, zijn ei-rond en zijn tussen de 6,5 tot 11 micrometer lang en tussen de 6 tot 10 micrometer breed. Het vruchtlichaam is eetbaar maar wordt niet op grote schaal geconsumeerd.

## Verspreiding
De asgrauwe koraalzwam komt algemeen voor in Noord- en Centraal-Europa maar de soort is ook waargenomen in Noord-Amerika, Australië en in andere gematigde gebieden in de wereld. In Nederland is de soort niet bedreigd en staat niet op de rode lijst .

## Naamgeving
De wetenschappelijke naam is gepubliceerd als Clavaria cinerea door Jean Baptiste François Pierre Bulliard. In 1888 plaatste de Duitser Joseph Schrötter de soort in het geslacht Clavulina.